# Daniel Mojsov
Daniel Mojsov (mazedonisch Даниел Мојсов; * 25. Dezember 1987 in Kavadarci, SFR Jugoslawien) ist ein nordmazedonischer Fußballspieler.

## Karriere

### Verein
Mojsov begann mit dem Vereinsfußball in der Nachwuchsabteilung des damaligen Drittligisten FK Tikveš Kavadarci und startete dort 2005 seine Profikarriere. Nach einer Saison wurde er an Makedonija Skopje abgegeben. Hier etablierte er sich schnell zum Stammspieler und gewann 2009 die Meisterschaft. 2010 verließ er nach vier Jahren diesen Klub und zog weiter zu Vardar Skopje. Dort blieb er allerdings nur eine sechs Monate und wechselte dann zu FK Vojvodina Novi Sad. 2013 wechselte Mojsov in die norwegische Liga und setzte seine Karriere bei Brann Bergen fort. Ab Anfang 2015 spielte er dann für den belgischen Verein Lierse SK. In der Sommertransferperiode 2015 heuerte Mojsov beim türkischen Zweitligisten Adana Demirspor an. Nach einer halben Spielzeit wechselte er zu AEK Larnaka auf Zypern. Dort war Mojsov lange Zeit aktiv und gewann 2018 den nationalen Pokal. Im Sommer 2021 wechselte er dann weiter zum heimischen Erstliga-Aufsteiger FK Bregalnica Štip.

### Nationalmannschaft
Nachdem Mojsov schon für die mazedonische U-21-Auswahl aktiv gewesen war, debütierte er dann am 19. November 2008 auch für die A-Nationalmannschaft bei einer 1:2-Testspielniederlage in Montenegro. Bis 2017 absolvierte er insgesamt 39 Partien für sein Land, doch ein Treffer gelang ihm dabei nicht. 

## Erfolge
- Mazedonischer Meister: 2009
- Zyprischer Pokalsieger: 2018